# مرکز پرتو
مراکز پرتو یا همان سازمان‌های حمایتی غیر دولتی مرتبط با کودکان کار، یک تشکیلات مردم‌نهاد است که به کودکان کار کمک می‌کند تا به دنیای کودکانه خود بازگردند. در واقع مراکز پرتو مدارسی هستند که می‌خواهد حق تحصیل را به کودکان کار فارغ از قومیت و ملیت و مذهب بازگرداند. همچنین این مراکز به کودکان خدمات پیشگیری ، روان شناسی و توانمندسازی ارائه می‌کنند.
این طور به نظر می‌رسد که شهرداری تهران از این سازمان‌ها به طور فزاینده‌ای برای حمایت از کودکان کار کمک می‌گیرد. در حال حاضر ۲۴ مرکز پرتو در تهران فعال است. در این مراکز بیش از ۴ هزار کودک حاضر هستند. گاهی خانواده‌های آنان نیز جذب می‌شوند.

## فعالیت و نحوهٔ ساماندهی
از فعالیت‌های این بخش می‌توانیم به کمک به تحصیل دانش‌آموزان بازمانده از مدرسه تا پایه هشتم اشاره کرد. آنان می‌گویند راه را هموار می‌کنند تا این دانش‌آموزان بتوانند در مدارس عادی به تحصیل خود ادامه دهند. آموزش‌ها و کمک‌ها تنها به این یک مورد بسنده نمی‌شود و این مرکز فعالیت‌هایی چون توزیع یک وعده غذای گرم، مددکاری و مشاوره و برگزار کردن اردوهای تفریحی، کلاس‌های تابستانی چون کامپیوتر، آشپزی نقاشی و ورزش برای کودکان انجام می‌دهند. هم‌چنین اتوبوس‌های سیار برای ارائه خدمات به کودکان کار هم فعال است.

### هدف از ایجاد این مراکز
۱.بازگشت کودکان به سیستم رسمی آموزش و پرورش
۲.افزایش سطح دسترسی کودکان به خدمات اجتماعی
۳.کاهش بروز  شیوع آسیب‌های اجتماعی در کودکان
۴.توسعه حمایت‌های زیرساختی و بهره‌گیری از ظرفیت نهادهای غیردولتی فعال

### مشاهدات و نقدها
پژوهشگران می‌گویند مصاحبه و صحبت با این کودکان و اطلاع از شرایط خانوادگی‌شان دشوار است چرا که از پاسخ دادن طفره می‌روند و از صحبت با غریبه‌ها مخصوصا اگر بدانند از طرف بهزیستی یا نهاد دیگری است پرهیز می‌کنند و حتی گاهی فرار می‌کنند. آنها می‌گویند بدترین و جدی‌ترین آسیب روحی و روانی متوجه این کودکان است چرا که محیط مدرسه را ترک گفته از بازی و کارهای کودکانه خود دست کشیده‌اند و به دنبال لقمه نانی خیابان‌های شهر را طی می‌کنند که در نهایت بسیاری از آن‌ها که تحت نظارت باندهای گوناگونی کار می‌کنند سهم بسیار ناچیزی از درآمد روزانه دارند و هیچ چیزی برایشان جز کودکی از دست رفته و حسرت روزهایی که خرد بودند، نمی‌ماند. مشاهدات میدانی شهرداری را به این نتیجه رسانده است تا پای نهضت سوادآموزی را به این ماجرا باز کنند چون بی‌سوادی در بین صدها هزار کودک کار یک موضوع کتمان‌ناپذیر است.

#### بیماری‌های شایع
دسته‌ای از کودکان هم به بیماری‌های خطرناکی چون ایدز مبتلا می‌شوند چرا که توسط همان باندها یا افراد سوءاستفاده‌گر دیگری مورد آزار جنسی قرار می‌گیرند. چهار تا پنج درصد از کودکان کار در خیابان به ایدز مبتلا هستند. همچنین براساس تحقیقات ۶۶درصد کودکان خیابانی به بیماری عفونت‌های انگلی روده، ۱۰درصد به عفونت‌های ادراری، ۹۶درصد به پوسیدگی دندان و بیماری لثه و ۲۴درصد به عفونت‌های پوستی مبتلا هستند. علاوه بر بیماری‌های جسمی این کودکان دچار افسردگی هستند و خودکشی در میان آن‌ها اتفاق می‌افتد.

#### اختلاف نظر بین بهزیستی و شهرداری
شهرداری می‌گوید برای ادارهٔ مراکز پرتو مجوزهای لازم را دریافت کرده است. اما بهزیستی می‌گوید تنها برای ۸ مرکز مجوز صادر کرده است و باقی مراکز مجوز ندارند. بهزیستی می‌گوید نمی‌تواند نظارتی بر مراکز پرتو داشته باشد. شهرداری‌ها مطابق قانون در موضوع مبارزه با آسیب‌های اجتماعی ملزم به ایجاد زیرساخت‌های لازم است. گزارش‌ها نشان می‌دهد متولی موضوع کودکان کار در کشور به طور شفاف روشن نیست.

#### نقد شهرداری
به عقیدهٔ برخی از کارشناسان شهرداری بیشتر اقدامات شهرداری در زمینهٔ مراکز پرتو ریشه‌ای و زیرساختی نیست. آنها بر این باورند حرکت‌های مدنی در ایران برای حمایت از کودکان کار با تنگناهای قانونی و حکومتی فراوانی همراه بوده است. باور آنان این است که تا وقتی نهادهای مدنی امکان فعالیت نداشته باشند کارهای دولتی جنبهٔ صوری خواهد داشت.

## تشکل‌های مردم‌نهاد

### کانون فرهنگی کوشا
این کانون عضور شبکهٔ یاری و در منطقهٔ ۱۲ تهران فعال است. ساختمان متعلق به شهرداری است ولی ساماندهی مرکز بر عهدهٔ این مرکز غیر دولتی است. مدیر این مرکز اقدام شهرداری را فراگیر نمی‌داند و معتقد است همهٔ سازمان‌ها و نهادی مرتبط مانند آموزش و پرورش و دادگستری هم باید فعال باشند. گفته می‌شود کانون کوشا مستقل از دولت است و از آنها کمک نمی‌گیرد.

### موسسه آرامش ایرانیان
یک تشکیلات غیر دولتی که در مناطق ۶ و ۱۰ تهران برنامه‌هایی را برای کودکان کار اجرا می‌کند.

### موسسه نور سپید هدایت
یک موسسه خصوصی که در مرکز پرتو منطقهٔ ۱۰ تهران فعال است. محلهٔ هرندی تهران (دروازه غار) در این منطقه یکی از مهم‌ترین کانون‌های آسیب‌های اجتماعی در تهران است.

### موسسه خیریه قلب سفید
این موسسه در مرکز پرتو شادآباد تهران از سال ۹۴ فعال است.

### جمیعت دفاع از کودکان کار و خیابان
این جمعیت هم با مراکز پرتو همکاری داشته است. ولی آنها می‌گویند شهرداری به دنبال اقدام‌های نمایشی است و آنها طبق وعده حمایت‌های سخت‌افزاری و زیرساختی به عمل نیاوردند.

### موسسه رویش نهال جوان
این موسسه در منطقهٔ دو تهران فعال است و حدود ۵۰۰ کودک را تحت پوشش قرار داده است.

### جمعیت امام علی
تا پیش از دستگیری مؤسس و ایجاد محدودیت برای فعالیت‌ها، مرکز پرتو منطقه ۳ تهران تحت پوشش اقدامات این جمعیت بود.

#### روبان آبی
این موسسه غیر دولتی در منطقه هفت تهران فعال است و سعی در توان‌مندسازی کودکان کار دارد و می‌خواهد از کودکانی که آزار می‌بینند حمایت کند.

### موسسه شکوفایی استعدادهای کودکان مهر
این موسسه نیز در زمینهٔ کودکان کار فعال است و مرکز پرتو در منطقه ۱۵ در اختیار این سمن است.

### موسسه ایلیا
این موسسه در زمینهٔ کودکان کار به طور تخصصی کار می‌کند. آنها یک مرکز پرتو در منطقهٔ ۲۰ تهران و روستاهای اطراف شهرری فعال هستند و بر سوادآموزی کودکان کار تأکید دارند.

## سیاست برخورد با کودکان کار
در ایران آیین نامه ساماندهی کودکان خیابانی که در سال ۱۳۸۴ به تصویب دولت رسیده مبنای مواجهه با کار کودک خصوصاً در شهرهاست. بر اساس این آیین نامه کودکان کار در قالب طرح‌های جمع‌آوری در خیابان دستگیر شده و به مراکز نگهداری منتقل می‌شوند. این شیوه از برخورد با کار کودک همواره مورد انتقاد نهادهای مدنی مدافع کودک قرار دارد که معتقدند دولت به جای رفع فقر و بهبود شرایط زیست این کودکان به دنبال رویت‌ناپذیر کردن آن‌ها از سطح خیابان است و به جای مقابله با کار کودک با کودک کار برخورد می‌کند. یکی از نگرانی‌ها در اجرای طرح‌های جمع آوری اخراج کودکان افغانستانی از ایران است.

هم‌چنان ناهماهنگی در بین دستگاه‌های مسئول در ایران بیداد می‌کند. جملهٔ زیر از محمدرضا جوادی‌یگانه معاون شهردار تهران نشان می‌دهد هنوز حتی شهرداری هم نتوانسته است موضوع ممنوعیت کار کودک را به سرانجام برساند:
با وجود اینکه طبق قراردادهایی که شهرداری با پیمانکاران پسماند دارد، کار کودک ممنوع است، اما این کار توسط برخی پیمانکار صورت میگرفته است، در چند روز اخیر شهردار تهران بخشنامه ی منع کار کودکان را صادر و در این بخشنامه از شهرداران مناطق، سازمان بازرسی و دیگر بخش های شهرداری خواسته شده که نظارت کافی را در این زمینه داشته باشند.